# Крымский мрамор
Крымский мрамор — плутонический (мраморовидный) известняк с серыми, жёлтыми и красными разводами, добываемый в Крыму. Он хрупче и твёрже настоящего мрамора и прекрасно полируется. Его использование в современном строительстве началось в 30-е годы XIX века с Алупкинского дворца князя Воронцова. В XX веке крымский мрамор использовался в оформлении некоторых станций московского и киевского метро.

## Происхождение
Реки ежегодно несут миллионы тонн извести в виде раствора или взвеси. При впадении рек в моря и океаны, где вода имеет другой, более насыщенный солями состав, часть извести выпадает в осадок, образуя известняковый ил. Другая часть постепенно извлекается из морской воды мелкими морскими животными и растениями, которые строят из извести твёрдые части своих тел. После отмирания эти твёрдые части скапливаются на дне, образуя колоссальный скопления углекислого кальция. Так появляются обычные известняки.
В процессе движения земной коры, некоторые известняки оказываются в толще пород под огромным давлением. В таких условиях известняки перекристаллизовываются в кальцит и доломит. Если этот процесс проходит полностью, то образуется чистый мрамор. Если кристаллизация происходит лишь частично, то получаются мраморовидные известняки. Именно из мраморовидных известняков состоят вершины многих гор Крыма.

## Корректность названия
Так сложилось исторически, что в посвящённой минералам и горным породам строительной литературе не полностью метаморфизованные переходные породы чаще именуются термином «мрамор», а в минералогической и петрографической — термином «мраморовидный известняк». Но если свойства камня ближе не к известняку, а к мрамору, то тогда и в литературе по минералогии он может именоваться мрамором. Например, академик А. Е. Ферсман пишет в книге «Рассказы о самоцветах»: «Мы уже упоминали о мраморах Крыма из окрестностей Балаклавы. Как нежно и гармонично переплетаются в них желтые, красные и бурые тона и как неожиданно выплывают на этом теплом фоне отдельные раковинки и кораллы! <…> Лучше других известны у нас пестрые мраморы Урала: красные с остатками кораллов и белыми нежными жилками мраморы Нижнего Тагила…».
Также и в разных источниках геологической направленности известный камень «биюк-янкой», получивший своё наименование по поселению Биюк-янкой, ныне Мраморное в Крыму, которым выложены вестибюли многих московских станций метро, именуется то мраморовидным известняком, то мрамором.

## Описание
Мраморовидные известняки представляют собой цветные камни, весьма разнообразные как по цветовой палитре, так и по своему рисунку. Такая многоликость породы зависит и от условий её происхождения и от последующих изменяющих процессов. Наиболее богаты пёстрыми цветами рифовые известняки юрского периода происхождения. Мраморовидные известняки по своему рисунку подразделяются на обломочные, полосчатые и пятнистые. Цветовая гамма включает розовато-белые, красные с пятнами цвета сургуча, тёмно-красные до вишнёвых, коричневые и даже зелёные оттенки; в середине XX века на мысе Айя были найдены мраморовидные известняки чёрно-золотистого цвета с включениями пирита, дающими искрящий эффект.
Крымским мрамором называется добываемый в Крыму плутонический (мраморовидный) известняк с серыми, жёлтыми и красными разводами. Он твёрже настоящего мрамора и прекрасно полируется. Полированная поверхность камня отличается неоднородностью и мозаичностью цвета. Привлекательность и прихотливость его рисунку придают окаменелые колонии кораллов. Ещё большую красоту придают полости, заполненные кристаллами кальцита, а также его ветвящиеся тонкие прожилки. В. А. Супрычев считал, что наиболее красив рисунок тёмно-розовых и красных известняков с включениями белого цвета (чашечками криноидей — морских лилий, игл морских ежей и ажурных кораллов).
По мнению В. А. Супрычева, бурые, жёлтые, красные и белесые тона в крымских мраморах переплетаются гармонично и нежно. Отдельные кораллы и раковины на таком тёплом фоне выплывают неожиданно. В редких случаях создаётся пёстрый ковёр из пятен и жилок разных оттенков и цветов. Окаменелые остатки веточек колониальных кораллов, панцирей морских ежей, члеников криноидей, раковин двустворчатых и плеченогих моллюсков и многих других растений и животных образуют затейливый рисунок.
Другим видом крымского мраморовидного пестроцветного камня являются разнообразнейшие мраморные конгломераты и брекчии, состоящие из плотно связанных галек или обломков и различающиеся по составу и цвету связующего материала, размерам и происхождению обломков, их взаимному расположению и окраске. Иногда такие брекчии и конгломераты включают остатки морских лилий, морских ежей, кораллов, переливающиеся перламутром раковины.
По мнению В. Ф. Малаховского, в Крыму, близ города Балаклава, есть и залежи настоящего мрамора. Благодаря остаткам кораллов и раковин, рисунок этого мрамора прихотлив и изящен. Особенная прелесть его полированной поверхности придаётся сочетаниями ярких коричневатых и красных оттенков с нежными желтоватыми тонами. Некоторые вестибюли московского метро украшены облицовочными плитами, изготовленными из этого мрамора. Профессор С. П. Попов, несмотря на близость разрабатываемых на западном берегу Балаклавской бухты светлых и даже белых пород к мрамору, всё же относил их к категории мраморовидных известняков.
Яйлинские мраморовидные известняки внешне выглядят как трещиноватая, нередко пронизанная жилками известкового шпата, компактная однородная порода. Обычно эта порода серого цвета разных оттенков, но встречаются и красноватые и даже ярко-красные, а изредка и желтоватые цвета. Красный цвет особенно распространён в Балаклавском районе. Также красноватые известняки встречаются в окрестностях Ялты, в Байдарской долине, у истоков Салгира в районе Аяна.
В большинстве своём мраморовидные известняки состоят из очень мелких зёрен кальцита диаметром от одной тысячной до одной сотой миллиметра. Местами зёрна резко укрупнены, иногда такие места образуют маленькие жилки. Изредка встречаются чередованиях мелкозернистых и крупнозернистых участков. Из посторонних включений в небольших количествах присутствуют зёрна соединений марганца, остатки живых организмов, тонкая глинистая муть, зёрна кварца, выделения окислов железа красных, бурых, жёлтых, смешанных и переходных оттенков. Именно благодаря включениям окислов железа получили свой цвет распространённые в Крыму красные известняки. Все включения обычно имеют хлопьевидный характер, иногда образуя неправильной формы комочки. По химическому составу мраморовидные известняки представляют собой довольно чистую карбонатную породу с содержанием CaCO3 в пределах 94—99 %.

## Месторождения
В Крыму за Яйлынским хребтом располагается полоса, изобилующая крымским мрамором. Лучшие его пласты в XIX веке находились в Ай-яне, Ореанде, Аутке и Алупке. К 1973 году в Крыму было зарегистрировано более 30 месторождений мраморовидного известняка, а его запасы считались неисчерпаемыми.
Гора Агармыш близ Старого Крыма, массивы Долгоруковской яйлы, нижнее плато Чатыр-Дага, окрестности Балаклавы и склоны Байдарской долины сложены из рифовых известняков юрского периода. На нижнем плато Чатыр-Дага у села Мраморное располагается разрабатываемое месторождение, мраморовидные известняки которого относятся к пёстроокрашенной разновидности, окраска которой меняется в диапазоне тонов серого, кремового, жёлтого, красного и розового цветов. Плотные верхнеюрские мраморовидные известняки играют одну из главных ролей в петрографическом строении района Балаклавы, а распространены по всей Яйле.
Пользуются известностью рисунчатого типа известняки, добываемые на Гаспринском месторождении. На горе Могаби (её юном склоне) находятся мраморовидные известняки чёрного, коричневого и серого цветов, характеризующиеся своеобразным рисунком концентрического типа «рыбий глаз», происхождение которого обусловлено окаймляющимися рядом колец различной расцветки остатками раковин фузулин.
Массив Бойка на северном склоне Главной гряды Крымских гор (к западу от сёл Счастливое и Ключевое) сложен из разнообразных по окраске и очень плотных мраморовидных конгломератов. Гальки конгломератов представлены здесь зелёными, вишнёвыми, белыми, розовыми, красными и чёрными известняками. Эти гальки могут и плотно соприкасаться друг с другом и одиноко размещаться в пёстром известняковом цементе.

## История
В 1853 году А. А. Скальковский заявлял об отсутствии сведений об использовании крымского мрамора туземными жителями. В 1875 году В. Х. Кондараки также заявлял о не известности ни одного древнегреческого сооружения в Крыму, при строительстве которого использовался бы крымский мрамор. По его предположениям, причиной тому могли служить, как привычка древних греков к работе только с белым мрамором, так и их неумение или нежелание работать с более хрупким и твёрдым материалом. Также и татары и турки не использовали крымский мрамор, переняв от греков страсть к надгробным монументам из белого мрамора и нуммулитического рухляка. Однако уже в 1881 году П. Д. Давыдов, оспаривая заявление Кондараки, писал о том, что раскопки Херсонеса доказывают обратное: крымский мрамор использовался древними греками, свидетельством чему являются колонны и другие элементы сооружений из красного крымского мрамора. Также и в греческих церквях Константинополя оставалась отделка из красного крымского мрамора. Самим Давыдовым был найден в Крыму, на Корузене, и белый мрамор. Давыдов, описывая разнообразие имеющегося в Крыму мрамора, переживал за его неиспользование, укорял за использование в строительстве и отделке покупного иностранного мрамора.
Археологами были обнаружены рельефы из местных мрамора и известняка при раскопках главной резиденции скифских царей в Крымском Неаполе. Было установлено, что крымские пестроцветные мраморовидные известняки в IV веке до н. э. стали украшать здания не только в крымских городах, но и в других причерноморских греческих колониях. Крымскими мраморами выстилались полы и облицовывались стены ряда храмов древнего Константинополя. Также археологи раскопали выстроенный из глыб дикого камня храм, обнаруженный среди остатков шести поселений X—XI веков неподалёку от Большого каньона в труднодоступном урочище Бойка. Пол этого храма был выстлан плитами местного мраморного конгломерата, разноцветного как мозаика. В конце X века цветной крымский мрамор использовался в Киеве при строительстве Десятинной церкви.
Крымский мрамор был замечен швейцарским путешественником Ш. А. Монтадоном на южном склоне Таврических гор, а затем и в других местах, во время посещений им южной полосы Крыма в 1831 и 1833 годах. Высланные им в Одессу образцы разноцветных мраморов были испытаны художниками, подтвердившими открытие. В 1833 году горным инженерам Гурьеву и Самойлову было дано поручение произвести подробное изучение найденных пород. Инженеры, исследовав местности Симферопольского и Ялтинского уездов, а также проведя дополнительные испытания, дали заключение о том, что крымский мрамор является плотным известняком, принимающим самую нежную полировку и чеканку и годным для самых изящных художественных сооружений. В 1833 году по приглашению князя Воронцова в Симферополь прибыл искусный горный инженер, обер-бергмейстер Павел Крюков, тут же приступивший к обустройству небольшой шлифовальной фабрики. 19 февраля 1834 года Крюков прислал князю Воронцову в Одессу первый художественный опыт — мраморную колонну из красного Бешуйского мрамора. Впоследствии изделия из крымского мрамора были поднесены и российскому императору, за что инженер Крюков 26 января 1838 года был удостоен ордена Святой Анны 2-й степени. Для дома князя Воронцова в Алупке фабрика изготовила два прекрасных, отличающихся огромными размерами, крепостью материала и изяществом чеканки, камина из красного крымского мрамора с резьбою и гербами. На площади в Симферополе был воздвигнут пирамидальный памятник из крымского камня в честь князя Василия Михайловича Долгоруково-Крымского.
В 1834 году началось использование крымского мрамора в строительстве, когда в Алупке было начато строительство дома князя Воронцова (Алупкинского дворца) с использованием исключительно крымских материалов. С этого времени многие убедились, что этот материал пригоден для изящной отделки в произведениях искусства. При постройке императорского дворца в Ореанде целые ряды великолепных колонн внутреннего двора были высечены из красного крымского мрамора отличной плотности и доброты. По словам А. А. Скальковского, повышенная плотность приводила к тому, что одесские мраморщики охотнее отделывали три предмета из каррарского мрамора, нежели один из крымского. Тем не менее, к 1875 году залежи этого материала всё ещё оставались практически нетронутыми, а В. Х. Кондараки выражал надежду на то, что в будущем разработка крымского мрамора добавится ещё одной отраслью в промышленность Крыма.
В XIX веке предпринимались попытки начать производить художественные изделия из цветных крымских мраморов. Существовала фабрика по распиловке и полировке в Симферополе, и мастерские в других городах Крыма.
В 30-е годы XX века с развитием добычи и обработки крымского мрамора, использовавшегося при строительстве некоторых станций московского метро, возник эпизодический интерес и к производству из него как мелких изделий (пепельниц, письменных приборов и т. п.), так и декоративных ваз. Но это производство не было поставлено на поток, не получило развития и специальной отраслью местной промышленности не стало. К 1940 году в Крыму действовали два мраморных завода (в Симферополе и Севастополе), с трудом справлявшиеся с распиловкой балаклавских мраморов для московского метро и московских зданий.
В XX веке крымский мрамор использовался при строительстве «Дома торговли» в Ялте, универмага «Крым» в Симферополе, Крымского дворца пионеров, Ленинского мемориала в Ульяновске, станции метро «Комсомольская» в Москве. Колонны станции метро «Парк культуры» облицованы крымским мрамором Биюк Янкой. Коричневым крымским мрамором «биюк-янкой» отделана и станция «Лермонтовская», а колонны радиальной станции «Комсомольская» — плитами из светлого балаклавского мрамора. Крымский мрамор использовался в строительстве не только московского, но и киевского метро. Красно-жёлтый крымский мрамор был использован для облицовки пилонов вестибюля «Дворца рабочего» имени Сталина в Харькове.
Для отделки некоторых станций и вестибюлей московского метро использовались светлые мраморы крымских месторождений Кадыковское, Чергунь, Блюк-Янкой. В использованных там цветных крымских мраморах часто встречаются древнейшие окаменелости, имеющие, по мнению Т. Зиминой, палеонтологическую ценность. В жёлто-бежевом крымском мраморовидном известняке, использованном при строительстве станции «Библиотека имени Ленина» и перехода между станциями «Цветной бульвар» и «Трубная» были обнаружены самые красивые экземпляры окаменевших остатков брюхоногих моллюсков. По мнению С. В. Наугольных, использованным в московском метро Крымским мраморизованным известнякам вполне можно посвятить целую книгу, поскольку именно в них на станциях «Арбатская», «Библиотека имени Ленина», «Красносельская» и «Комсомольская»-радиальная можно найти тропический коралловый риф во всём его феерическом великолепии: здесь есть и причудливые постройки известковых кораллиновых водорослей, и разнообразные раковины брюхоногих и двустворчатых моллюсков, и кустистые массивные колонии шестилучевых кораллов.
Тёмно-коричневый крымский мрамор «Садахло» использовался на станции «Охотный ряд» для облицовки квадратных колонн в центральном перронном зале и в двух подземных залах, примыкающих к верхним ступеням эскалаторов в обоих концах станции.
К 70-м годам XX века использование крымских мраморных известняков интересовало уже не только архитекторов, металлургов и строителей, но и камнерезов и художников. Для внутренней облицовки зданий использовались полированные плиты, производство которых из известняков месторождения близ села Мраморное возобновлял Симферопольский завод нерудных материалов треста «Крымстройдеталь». В мозаичных работах применялась разноцветная мраморная крошка. Из богато окрашенных, послушных в обработке, красивых и прочных крымских мраморов производились разнообразные художественные изделия и сувениры. К 1974 году крымский мрамор широко использовался во многих городах европейской части СССР как декоративный облицовочный материал.
Массовый выпуск сувениров из крымских мраморовидных известняков был налажен на ялтинской фабрике сувенирно-подарочных изделий. На фабрике использовались тёмно-серые мраморовидные известняки Краснокаменского карьера, коричнево-серые водорослевые известняки Гаспры с глазчатым рисунком, коралловые известняки розово-красного цвета из села Мраморное, розовые, жёлтые и белые известняки из Балаклавы. Пионером производства выступал мастер-экспериментатор фабрики (c 1966 года) Я. Ю. Арбатский. Но Супрычев сожалел, что крымские мраморы ещё недостаточно широко использовались в камнерезном деле.